# Amager VK
Amager VK (Amager Volleyball Klub) är en volleybollklubb från Köpenhamns kommun, Danmark. Klubben grundades 1 juni 1999.
Damlaget har nått de största framgångarna då de kommit trea i danska mästerskapen tre gånger (2015/2016, 2016/2017 och 2017/2018).